# Minor White
Minor White, född den 9 juli 1908 i Minneapolis, Minnesota, död den 24 juni 1976 i Boston, Massachusetts, var en amerikansk fotografisk konstnär.
White kom efter andra världskriget att vid sidan av Aaron Siskind bli den ledande konstnären om amerikansk fotokonst. Under sin mest produktiva tid under 1950- och 1960-talen arbetade han i en ganska indiviuell stil. Han stod dock nära den abstrakta expressionismen inom konsten och influerades av Ansel Adams och Edward Weston, samt den idemässiga bakgrunden hos Alfred Stieglitz.